# Jubiläumswarte (Anninger)

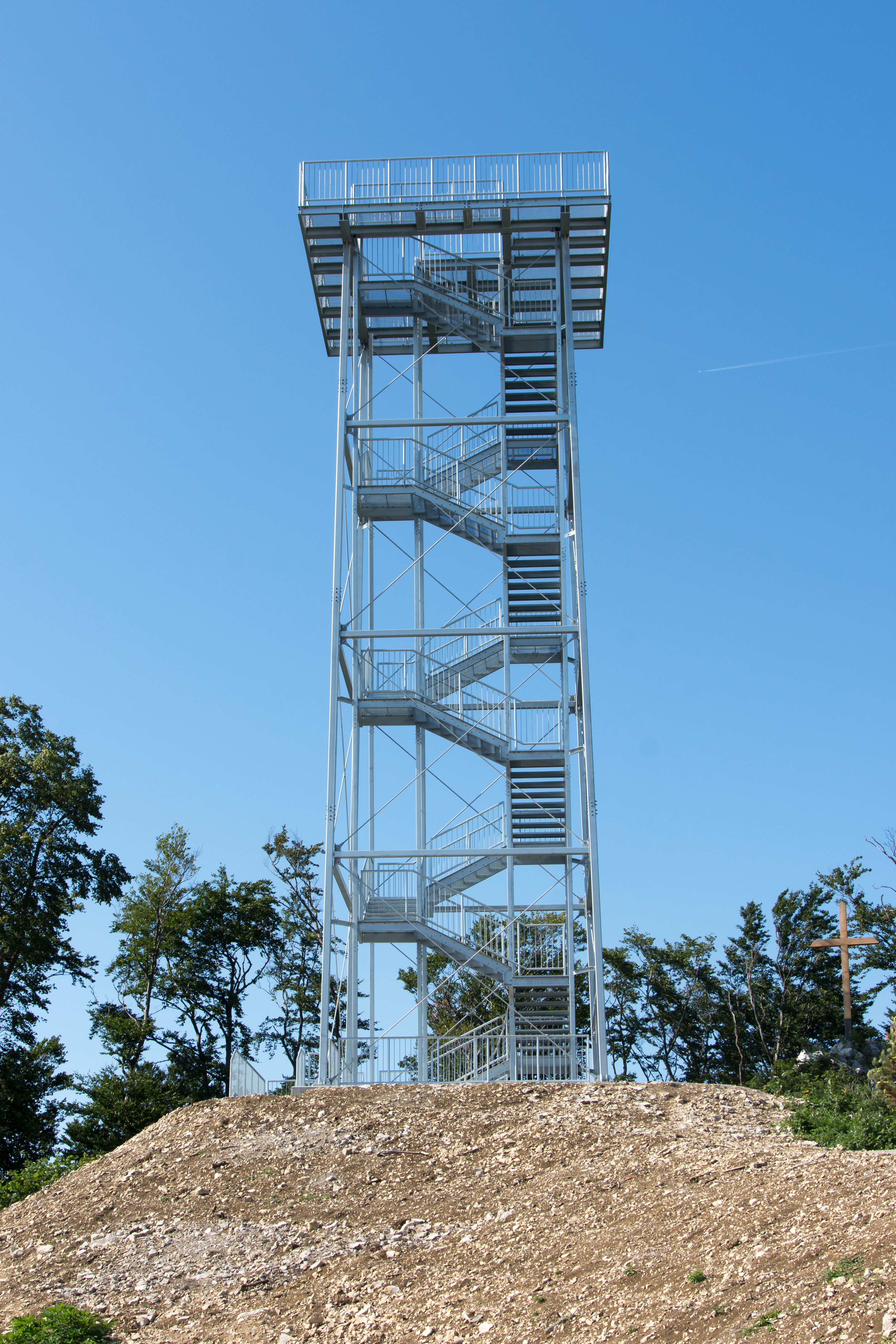
Neue Jubiläumswarte (2021)

Die Jubiläumswarte, auch als Kaiser-Jubiläums-Warte bezeichnet, ist eine 20 Meter hohe eiserne Aussichtswarte auf dem 653 m ü. A. hohen Gipfel des Eschenkogels, einem Gipfel des Anningers, im Gemeindegebiet von Gaaden im Wienerwald. Diese neue Jubiläumswarte wurde im Juni 2021 fertiggestellt und ersetzte die 16 Meter hohe 1898 errichtete alte Jubiläumswarte, die seit Mai 2019 gesperrt war und im März 2021 abgerissen wurde.

## Geschichte

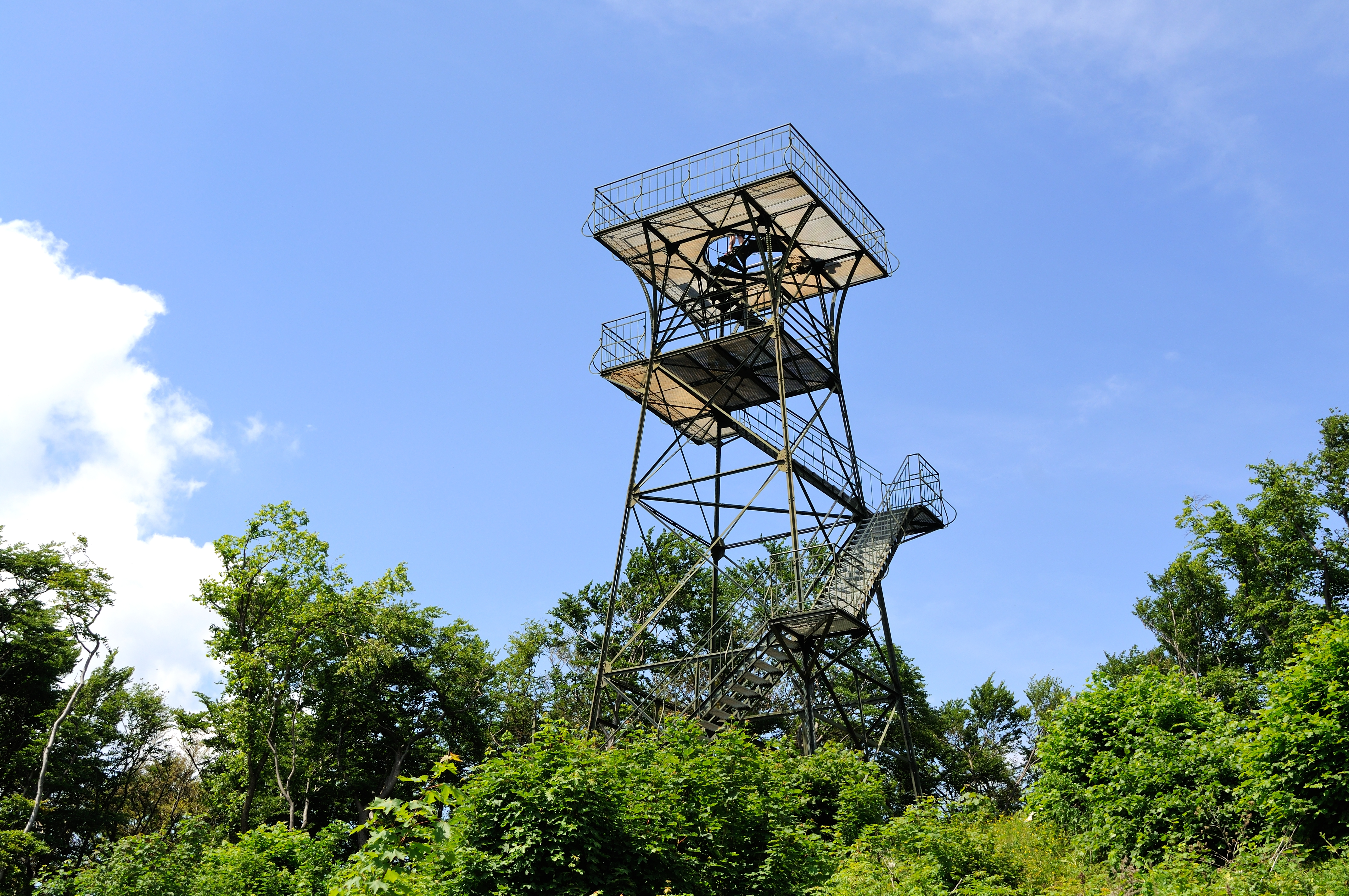
Alte Jubiläumswarte (2017)

Der Verein der Naturfreunde in Mödling errichtete erstmals eine Aussichtstribüne aus Holz auf dem Eschenkogel, welche am 28. Juli 1878 feierlich eröffnet wurde. Sie erhielt den Namen Sofienwarte, benannt nach Sophie von Todesco, die den Anningerfonds des Vereins unterstützte. Im Jahr 1896 wurde von drei Mitgliedern des Vereins ein neuer Fonds gegründet mit Ziel, zum 50-jährigen Regierungsjubiläum von Kaiser Franz Joseph I. eine neue Warte errichten zu können. Nach der erfolgreichen Aufbringung der 10.200 Kronen konnte mit dem Bau im Jahr 1898 begonnen werden. Nach einer Vorfeier am 2. Juli 1898 erfolgte am Tag darauf die eigentliche Einweihungs- und Eröffnungsfeier einschließlich der Schlusssteinlegung der Eisenconstruction von drei Stockwerken Höhe und einem Unterbau.
Im Jahr 1998 erfolgte anlässlich des 100-Jahr-Jubiläums die Renovierung der Warte. Hierbei wurden die Holzplatten auf den Stufen sowie der Plattform durch Gitterplatten ersetzt und die Metallkonstruktion neu gestrichen.
Aufgrund massiver Schäden am Fundament und an der Stahlkonstruktion wurde die Warte 2019 gesperrt. Der Trägerverein war mit den Kosten der erforderlichen Sanierung überfordert. Bis November 2020 war zu befürchten, dass die Warte abgerissen werden müsse. Am 4. November 2020 wurde bekannt, dass aufgrund einer Zuwendung des Novomatic-Gründers Johann Graf ein Neubau möglich wäre.
Im März 2021 wurde, kurz nach dem Abriss der alten Warte, mit dem Neubau der heutigen Jubiläumswarte begonnen. Sie wurde nach kurzer Bauzeit am 26. Juni 2021 freigegeben und kann seither bestiegen werden.

## Architektur
Die alte Jubiläumswarte bestand aus einer 8700 Kilogramm schweren Eisenkonstruktion mit einem Grundriss von 5,5 × 5,5 Meter. Nach oben hin verjüngte sich der Turm bis zur Aussichtsplattform auf 2,55 × 2,55 Meter. Der Aufstieg erfolgte über 59 Stufen zur Zwischenplattform in 12 Meter Höhe. Von dort ging es über eine Wendeltreppe mit weiteren 19 Stufen zur obersten Plattform in 15 Meter Höhe.
Die neue Jubiläumswarte steht auf quadratischem Grundriss, wurde aus feuerverzinktem Stahl in schlanker und transparenter Ausführung mit innen liegenden Treppenläufen errichtet und hat eine Höhe von 20 Metern.

## Ausblick

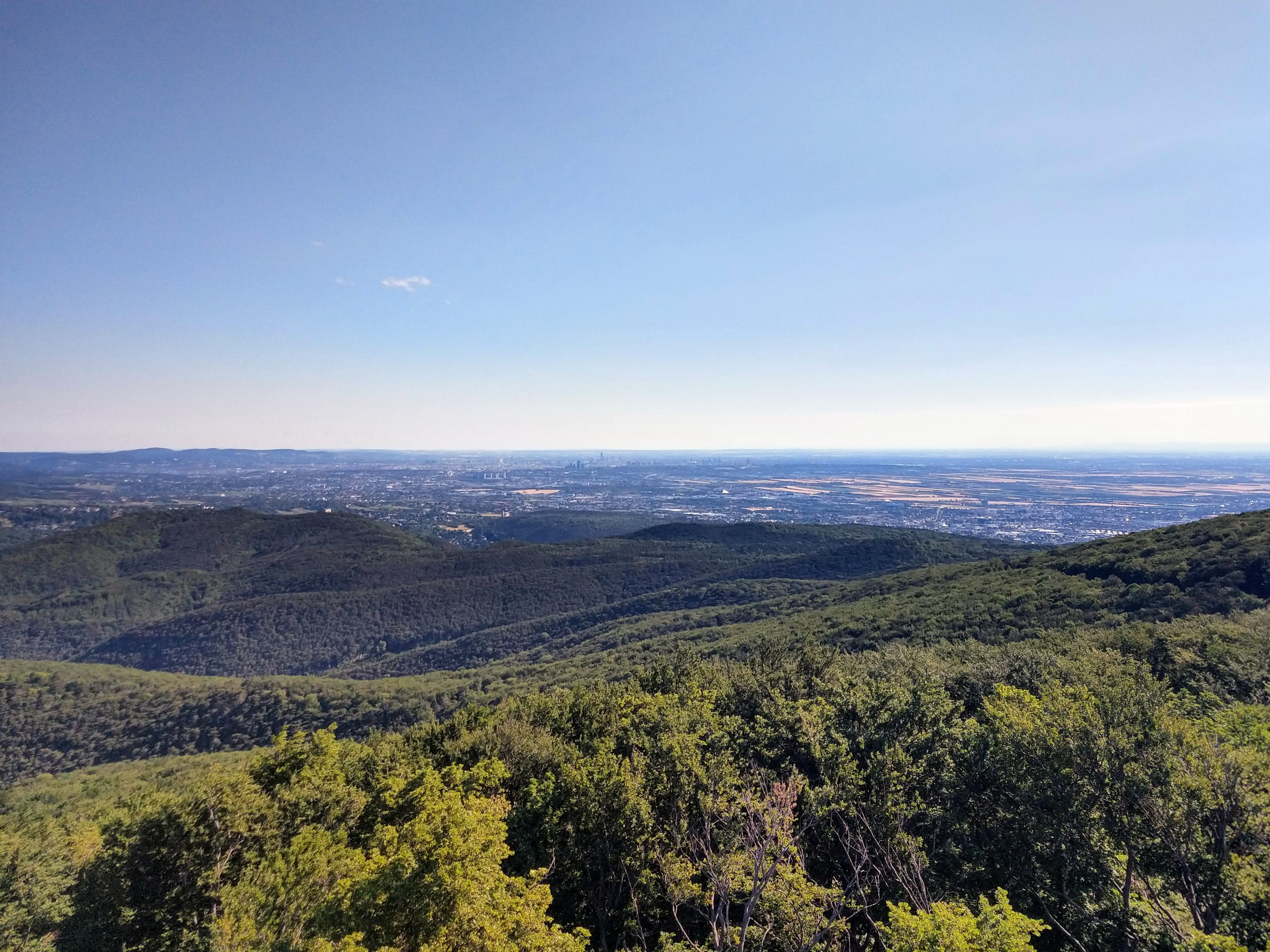
Ausblick

Im Norden blickt man auf den kleinen Anninger mit dem Husarentempel, die Gemeinden Hinterbrühl und Mödling sowie auf gesamte Stadt Wien mit ihren Hausbergen vom Leopoldsberg bis zum Exelberg. Bei klarer Sicht sind auch die Leiser Berge im Weinviertel erkennbar. Im Osten erkennt man aufgrund des Hochanningers nur den Richtfunkturm am Vierjochkogel sowie die Spitze der Wilhelmswarte. In Richtung Westen und Süden hat man einen guten Blick auf den Hohen Lindkogel, Schneeberg, Schöpfl sowie die Gemeinde Sparbach.